# Королівська згода
Королівська згода в конституційних монархіях — це спосіб, за допомогою якого монарх формально затверджує акт законодавчої влади, або безпосередньо, або через посадову особу, яка діє від імені монарха. У деяких юрисдикціях королівська згода еквівалентна промульгації, тоді як в інших це окремий крок. За сучасної конституційної монархії королівська згода вважається не більш ніж формальністю. Навіть у таких країнах, як Велика Британія, Норвегія, Нідерланди, Ліхтенштейн і Монако які все ще, теоретично, дозволяють своєму монарху не погоджуватися на закони, монарх майже ніколи не робить цього, за винятком надзвичайної політичної ситуації або за порадою уряду. Хоча колись європейські монархи часто користувалися правом вето через відмову в королівській згоді, з вісімнадцятого століття таке явище було дуже рідкісним.
Королівська згода, як правило, пов'язана з детальною церемонією. У Сполученому Королівстві Суверен може особисто виступати в Палаті лордів або може призначати уповноважених лордів, які оголошують про надання королівської згоди на церемонії, що проводиться з цією метою у Вестмінстерському палаці. Однак королівська згода зазвичай надається менш церемоніально патентними листами. В інших країнах, наприклад в Австралії, генерал-губернатор (як представник монарха) має право розпустити парламент і підписати законопроєкт. У Канаді генерал-губернатор може дати згоду або особисто на церемонії в Сенаті, або шляхом письмової заяви, що повідомляє парламент про свою згоду з законопроєктом.